# 5-я флотилия подводных лодок кригсмарине
5-я флотилия подводных лодок кригсмарине — подразделение военно-морского флота нацистской Германии.

## История
Оберлейтенант цур зее Ганс Иоаким Эмсман, служил командиром-подводником во время Первой мировой войны. В десяти боевых походах он потопил 27 кораблей суммарным тоннажом 9 221 брт. Эмсман погиб 28 октября 1918 года, когда его лодка U-116, пытавшаяся пробраться в Скапа-Флоу, подорвалась на мине.
Флотилия «Эмсман», названная в его честь, была сформирована 1 декабря 1938 года в Киле под командованием корветтен-капитана Ганса-Рудольфа Рёзинга из лодок типа II-C. Две из них, U-60 и U-61, до октября 1939 года использовались как учебные. В январе 1940 года флотилия «Эмсман» была расформирована и все её лодки были переведены в 1-ю флотилию. В июне 1941 года она была воссоздана как 5-я учебная флотилия и просуществовала до конца войны.

## Состав
К пятой флотилии были приписаны 6 лодок типа II-C: U-56, U-57, U-58, U-59, U-60, U-61.

## Командиры
| Время                       | Командующий флотилией                                       |
| --------------------------- | ----------------------------------------------------------- |
| декабрь 1938 — январь 1940  | корветтен-капитан Ганс-Рудольф Рёзинг;                      |
| июль 1941 — август 1942     | капитан-лейтенант Карл-Гейнц Мёле;                          |
| сентябрь 1942 — ноябрь 1942 | корветтен-капитан Ганс Паукштадт (исполняющий обязанности); |
| ноябрь 1942 — май 1945      | капитан-лейтенант Карл-Гейнц Мёле;                          |